# Eirene menoni
Eirene menoni är en nässeldjursart som beskrevs av Paul Torben Lassenius Kramp 1953. Eirene menoni ingår i släktet Eirene och familjen Eirenidae. Inga underarter finns listade i Catalogue of Life.